# هایاتو ساکاموتو
هایاتو ساکاموتو (انگلیسی: Hayato Sakamoto؛ زادهٔ ۱۴ دسامبر ۱۹۸۸) بازیکن بیس‌بال اهل ژاپن است.
وی در مسابقات کشوری و بین‌المللی در مجموع برندهٔ ۲ مدال طلا، ۱ مدال برنز شده‌است.